# 코톨레타 알라 밀라네세

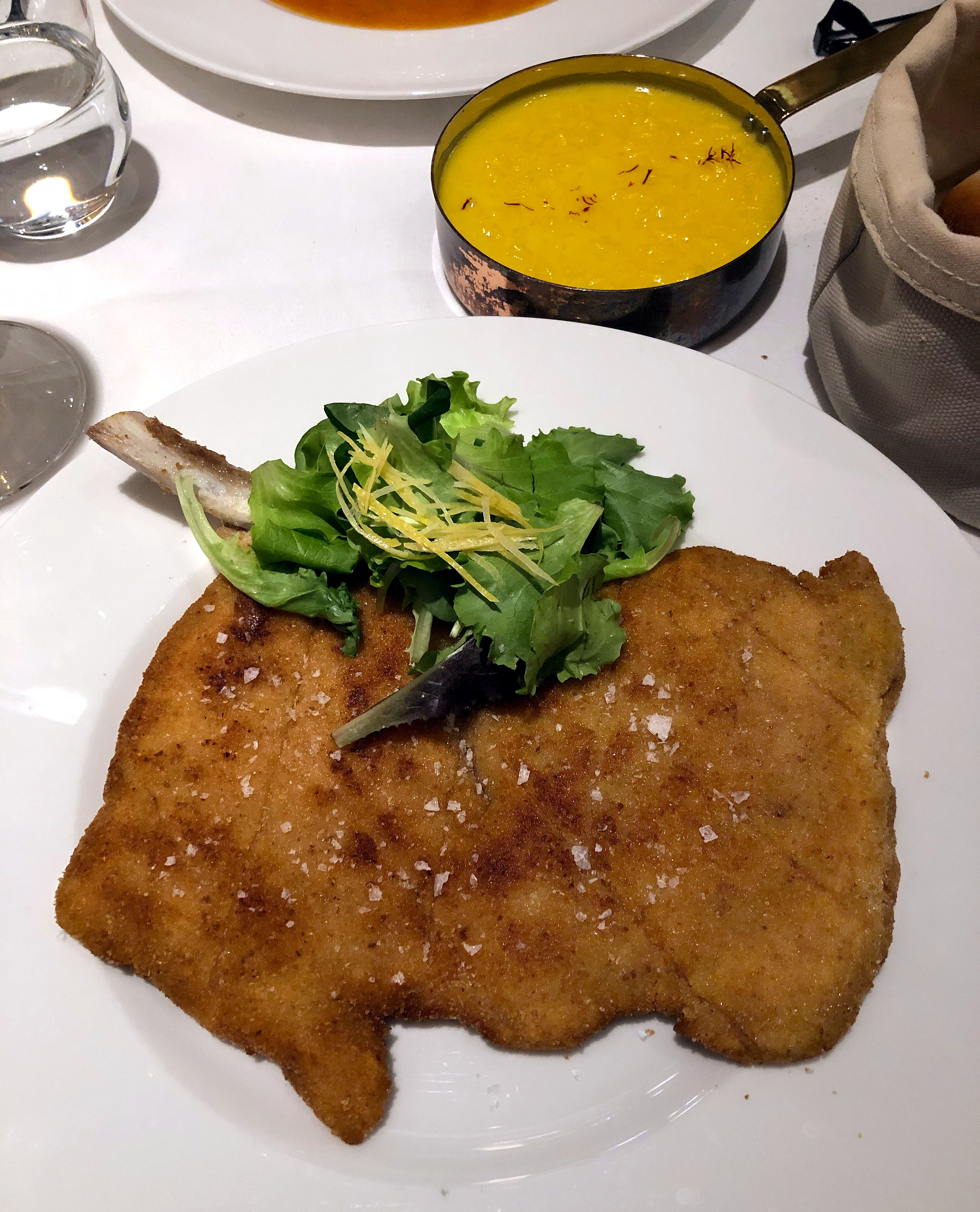
리소토 알라 밀라네세를 곁들인 밀라노식 코톨레타

코톨레타 알라 밀라네세(이탈리아어: Cotoletta alla milanese, "밀라노식 커틀릿")는 이탈리아 밀라노 지역에서 널리 먹는 코톨레타 (송아지 커틀릿)를 말한다. 전통적으로 송아지의 갈비살이나 뼈가 붙은 등심살을 빵가루에 입혀 버터에 튀겨 만든다.
롬바르디아어로는 '코톨레타 아 라 밀라네사' (Co(s)toletta a la milanesa)라고 부른다. 특유의 모양 때문에 '코끼리의 귀'라는 뜻에서 '오레자 델레판트' (Oreggia d'elefant)라고도 부른다. 영미권 국가에서는 송아지고기 대신 닭고기를 쓴 요리가 널리 알려져 있는데 '치킨 밀라네즈' (Chicken Milanese)라고 부른다.

## 역사
중세 시대 밀라노 지역에서 '빵과 갈비'(lumbolos cum panitio)라는 요리가 있었다는 기록이 전해져 내려오는데, 1134년 밀라노 산탐브로조 성당의 연회에서 선보였다고 전해진다. 명칭으로 보아 고기에 빵가루를 입힌 지금의 코톨레타를 말하는 것인지, 아니면 그냥 갈비요리에 빵을 반찬으로 곁들인 건지는 알 수 없다. 이보다 앞서 기원전 1세기경 로마인들은 얇게 썬 고기에 빵가루를 입혀 튀긴 요리를 즐겼다고 전해진다.
밀라노식 코틀레타는 19세기경 오스트리아에서 전해진 요리인 비너 슈니첼과 닮았다. 문헌에 따라서 두 요리의 연관성이 제기되기도 하는데, 이는 밀라노가 1859년까지 오스트리아 제국 산하의 롬바르디아-베네치아 왕국에 속해 있었기 때문이다. 다만 두 요리의 직접적인 연관성은 물론 세부적인 역사는 확인되지 않는다. 한편 마시모 알베리니에 따르면 밀라노식 코틀레타는 프랑스에서서 만들어졌으며 나폴레옹 전쟁 시기에 이탈리아와 오스트리아로 전해졌다고 한다. 처음에는 '프랑스 혁명 커틀릿'이라는 뜻에서 '코틀레트 레볼루시옹 프랑세즈'(côtelette révolution française / cotoletta rivoluzione francese)라 불린 것으로 알려져 있다. 송아지고기를 튀겨 만든 커틀릿이라는 요리 자체도 1735년 프랑스 요리사 조제프 므농 (Joseph Menon)의 요리법에서 처음 언급된다.
한편 남아메리카 국가, 특히 아르헨티나에서 널리 먹는 빵가루를 입힌 고기요리는 밀라노식 코톨레타에서 영감을 얻은 것으로 알려져 있다. 이는 남미로 이주한 이탈리아 이민자들이 퍼뜨린 것으로서 밀라네사 아 라 나폴리타나 (milanesa a la napolitana, 나폴리탄식 밀라네세)라는 이름으로 알려져 있으며 모차렐라 치즈와 토마토를 넣었다는 점을 제외하면 밀라노식 코톨레다와 유사하다.

## 같이 보기
위키미디어 공용에 코톨레타 알라 밀라네세 관련 미디어 분류가 있습니다.
- 코톨레타
- 코톨레타 알라 볼로녜세
- 비너 슈니첼